# Болеслав Павлюс
Болеслав Павлюс (пол. Bolesław Pawlus; 12 грудня 1929, Краків — 6 травня 2021, Краків) — польський співак, тенор.

## Біографія
Почав співати в 1953 році в Краківській філармонії, оперний дебют відбувся на сцені Краківського музичного театру 17 березня 1958 року. У 1964 році отримав стипендію від італійського уряду і в рамках цієї стипендії пройшов дворічне вдосконалення вокалу в Ла Скала в Мілані, поєднане з навчанням в академії святої Цецилії в Римі. У 1966 році він повертається до Польщі і тривалий час пов'язаний із Сілезькою оперою в Битомі. Там він залишатиметься до 1988 року. Кар'єру співака він завершив у цьому закладі 18 червня 1988 року у партії Йонтека в «Гальці», чим також відзначив 35-річчя своєї творчої діяльності.
Інші ролі: Полліоне в «Нормі», Ісмаїл в «Навуходоносорі», Герцог Мантуанський в «Ріголетто», Манріко в «Трубатурі», Альфред в «Травіаті», Дон Карлос в «Дон Карлосі», Радамес в «Аїді», Отелло в «Отелло», Дон Хосе в «Кармен», Джеральд в «Лакме», Дженік у «Проданій нареченій», Герман у «Піковій дамі», Андре Шеньє в «Андреа Шеньє», Каніо в «Паяци», Каварадоссі в «Тосці», Ріннуччіо в «Джанні Скіккі», Калаф в «Турандот», Ірод в «Саломеї», Пантус у «Звільненні грецьких посланців».
Помер 6 травня 2021 року, похований на Раковицькому цвинтарі.